# Carlo Pavesi
Carlo Pavesi (n. 10 iunie 1923, Voghera, Lombardia, Regatul Italiei – d. 24 martie 1995, Milano, Italia) a fost un scrimer italian, medaliat olimpic. A participat la 3 ediții ale Jocurilor Olimpice (1952, 1956, 1960) în care a câștigat două medalii de aur.